# Music in Fifths
Music in Fifths est une œuvre musicale de Philip Glass composée en 1969 pour un ensemble concertant. Cette composition fait partie des œuvres fondatrices de la musique minimaliste.

## Historique
Music in Fifths découle de ses travaux de l'année 1969 qui aboutirent à la composition de Two Pages. Philip Glass la considère alors comme un « hommage provocateur » à Nadia Boulanger auprès de laquelle il a étudié quelques années à Paris. L'œuvre est créée en juin 1969 à New York. Pièce exclusivement répétitive basée sur l'exécution d'une cellule musicale unique de huit notes, le compositeur britannique Michael Nyman la qualifiera « d'exercice pour cinq doigts » et Steve Reich de « sonner comme un train de marchandise ».
Avec l'aide de John Lennon qui fournit un studio mobile, la pièce sera enregistrée sur le label Chatham en 1973.

## Structure
Music in Fifths est construite sur deux voix en homorythmie, séparées d'un intervalle constant d'une quinte. La voix supérieure est en Do mineur, et la deuxième est sa transposition une quinte en dessous, en Fa mineur. La composition utilise le procédé rythmique additif que Glass a découvert et utilisé pour la première fois dans 1+1. Il consiste à modifier un motif mélodique de base par addition et soustraction de parties de lui-même pour former une séquence de notes. Dans Music in Fifths, le motif mélodique est constitué de 8 croches, 4 ascendantes, 4 descendantes, construit sur une simple gamme diatonique. Ce motif est étendu tout au long de la pièce, en ajoutant tout d'abord deux croches (les deux premières croches du début sont répétées), ce qui forme une séquence de 10 croches, puis deux autres croches, ce qui fait une séquence de 12 croches, etc. jusqu'à former une séquence de 210 croches, au cours de 23 ajouts. Au fur et à mesure de l'agrandissement de la séquence, les ajouts se font par des groupes plus larges de 6 ou 7 croches.
Les deux voix peuvent être jouées par un nombre quelconque d'instruments, et peuvent être aussi doublées à l'octave.

## Enregistrements
- Music in Fifths par le Philip Glass Ensemble chez Nonesuch Records, 1994.
- Music in Fifths par le Bang on a Can chez Cantaloupe, 2004.
- Music in Fifths par Nicolas Horvath chez Grand Piano Records, 2016